# Slapar
Slapar je priimek več znanih Slovencev:
- Jakobina Slapar, prevajalka
- Janez Slapar (*1949), generalmajor, veteran vojne za Slovenijo in diplomat
- Janez Slapar – Temšak (*1937), ljudski pesnik, pisatelj, slikar (Tržič)
- Matej Slapar (*1984), župan Kamnika
- Nejč Slapar (1945—2024), vsestranski likovni umetnik (slikar, grafik, cineast, glasbenik)